# Engelhartstetten
Engelhartstetten är en köpingskommun i distriktet Gänserndorf i det österrikiska förbundslandet Niederösterreich. I öster gränsar kommunen till Slovakien. I dess sydöstra hörn mynnar floden Morava i Donau. Kommunen har 2 184 invånare (2024).
Kommunen består av sex orter (Ortschaften) (inom parentes invånarantal 1 januari 2024):
- Engelhartstetten (968)
- Groißenbrunn (217)
- Loimersdorf (518)
- Markthof (139)
- Schloßhof (89)
- Stopfenreuth (253)